# 南知多町立日間賀中学校
南知多町立日間賀中学校（みなみちたちょうりつ ひまかちゅうがっこう）は、かつて愛知県知多郡南知多町大字日間賀島永峯20−1にあった町立中学校。2023年（令和5年）3月閉校。
三河湾に浮かぶ日間賀島唯一の中学校である。全国へき地教育研究連盟によってへき地学校1級に指定された、愛知県に6校ある中学校のひとつである。

## 特色
1957年（昭和32年）の生徒数は204人だったが、1967年（昭和42年）には165人、1977年（昭和52年）には168人、1987年（昭和62年）には135人、1997年（平成9年）には84人、2007年（平成19年）には61人、2017年（平成29年）には43人となっている。通学区域は日間賀島全域であり、南知多町立日間賀小学校の学区である。

## 歴史

### 年表
- 1947年（昭和22年）4月 - 日間賀島村立日間賀小学校の校内に日間賀島村立日間賀中学校が開校。[3]
- 1948年（昭和23年）4月 - 新校舎竣工により移転。[3]
- 1961年（昭和36年）6月 - 南知多町の発足により南知多町立日間賀中学校に改称。[3]
- 1980年（昭和55年）4月 - 愛知県立内海高等学校日間賀島分校が開校して日間賀中学校との中高一貫教育を開始。[3]
- 2001年（平成13年）3月 - 愛知県立内海高等学校日間賀島分校が閉校。[3]
- 2023年（令和5年）3月 - 南知多町立内海中学校、南知多町立豊浜中学校、南知多町立師崎中学校と統合されて閉校。4月には4中学校を統合した南知多町立南知多中学校が開校。

### 児童数の変遷
『愛知県小中学校誌』（2018年）によると、児童数の変遷は以下の通りである。
| 1947年（昭和22年） | 118人 |  |
| 1957年（昭和32年） | 204人 |  |
| 1967年（昭和42年） | 165人 |  |
| 1977年（昭和52年） | 168人 |  |
| 1987年（昭和62年） | 135人 |  |
| 1997年（平成9年）  | 84人  |  |
| 2007年（平成19年） | 61人  |  |
| 2017年（平成29年） | 43人  |  |